# Federazione di hockey su ghiaccio dell'Ucraina
La Federazione ucraina di hockey su ghiaccio (in ucraino Федерація хокею України?, FHU) è un'organizzazione fondata nel 1992 per governare la pratica dell'hockey su ghiaccio in Ucraina.
Ha aderito all'International Ice Hockey Federation il 6 maggio 1992.